# Comarostaphylis longifolia
Comarostaphylis longifolia är en ljungväxtart som först beskrevs av George Bentham, och fick sitt nu gällande namn av Johann Friedrich Klotzsch. Comarostaphylis longifolia ingår i släktet Comarostaphylis, och familjen ljungväxter. Inga underarter finns listade i Catalogue of Life.